# Assar Ohlsson
Assar Bertil Olof Ohlsson, född 16 december 1904 i Åsljunga, Kristianstads län, död 18 mars 1982 i Västervik, var en svensk psykiater.
Efter studentexamen 1926 blev Ohlsson medicine kandidat 1930 och medicine licentiat vid Lunds universitet 1936. Han innehade olika läkarförordnanden 1932–39, var andre läkare vid Frösö sjukhus 1940–44, inspektör för sinnesslövården och sekreterare i Sinnessjuknämnden 1944–45, t.f. byråchef vid Medicinalstyrelsen periodvis 1945–47, t.f. överläkare vid Sidsjöns sjukhus i Sundsvall 1947–48, överläkare och sjukhuschef vid Salberga sjukhus i Sala 1948–51 samt överläkare vid och chef för Sankta Gertruds sjukhus i Västervik från 1951.
Ohlsson var läkare vid allmänna alkoholistanstalten Hägerstad i Falerum, konsulterande psykiater vid centrallasarettet i Västervik och landstingets vårdhem för lätt mentalt sjuka i Hultsfred. Han var ledamot av nykterhetsnämnden i Västervik 1954–62.